# NGC 5602
NGC 5602 је спирална галаксија у сазвежђу Волар која се налази на NGC листи објеката дубоког неба.
Деклинација објекта је + 50° 30' 10" а ректасцензија 14h 22m 18,4s. Привидна величина (магнитуда) објекта NGC 5602 износи 12,7 а фотографска магнитуда 13,6. NGC 5602 је још познат и под ознакама UGC 9210, MCG 9-24-2, CGCG 273-4, PGC 51340.